# Allar (Yardımli)
Alar è un comune dell'Azerbaigian situato nel distretto di Yardımlı. Conta una popolazione di 1 674 abitanti.